# Minoritenkloster Köln

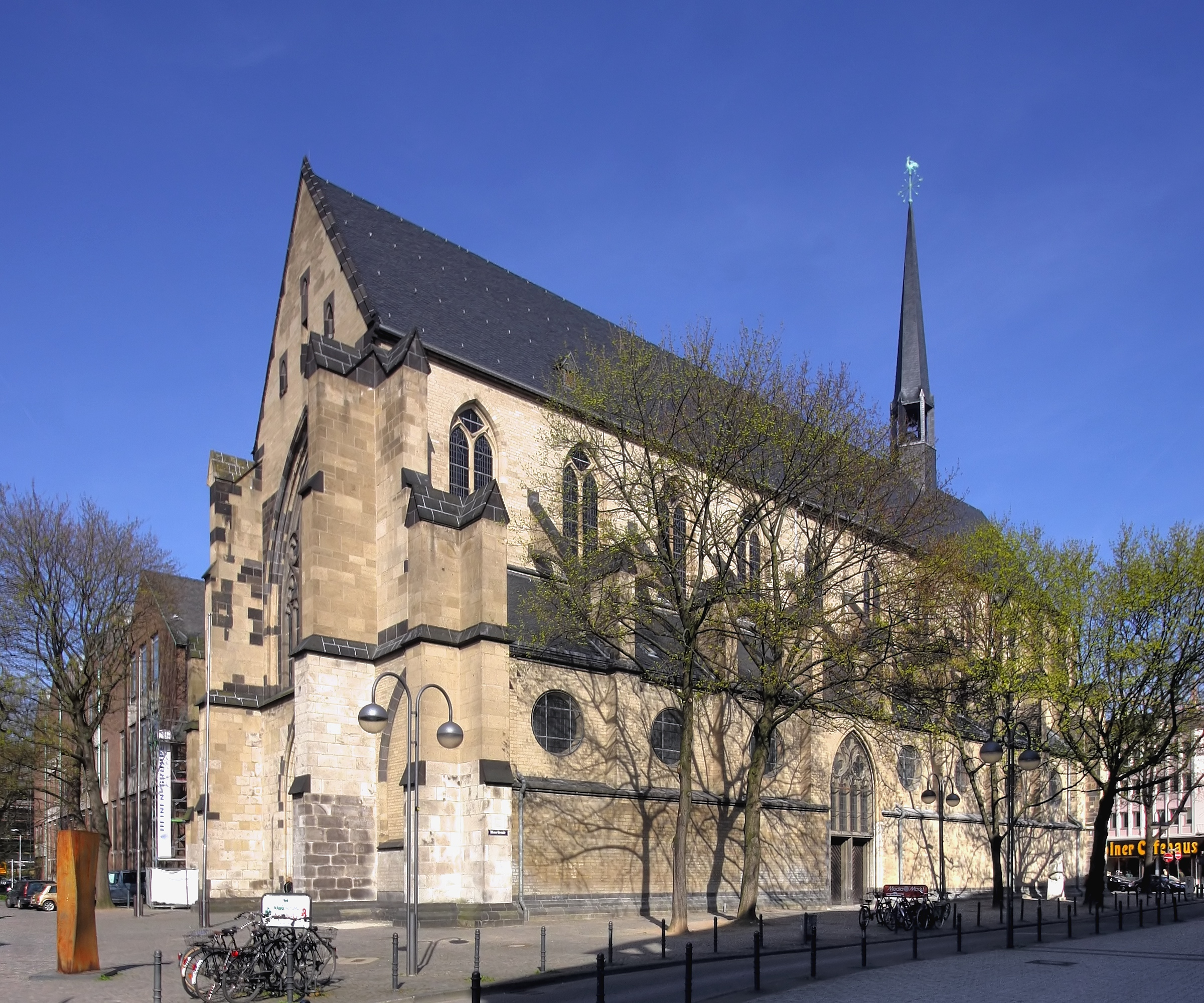
Minoritenkirche St. Mariä Empfängnis in Köln

Das Minoritenkloster in Köln ist ein Kloster des Ordens der Minderbrüder (Ordo Fratrum Minorum, Franziskaner-Minoriten). Es wurde 1229 gegründet und schloss sich bei der Teilung des Franziskanerordens 1517 dem Zweig der Konventualen (Ordo fratrum minorum conventualium, Minoriten) an. Die ab 1245 erbaute Klosterkirche, die Minoritenkirche, besteht bis heute. Das Kloster wurde 1802 aufgehoben. Die Minoriten eröffneten 1929 ein neues Kloster unweit der Minoritenkirche.

## Geschichte des Klosters

### Gründungsphase
Die Brüder des 1210 gegründeten Franziskanerordens (Ordo fratrum minorum, Minoriten) kamen 1222 über Augsburg, Würzburg und Mainz nach Köln, allerdings zunächst nicht dauerhaft und ohne feste Unterkunft. Erzbischof Engelbert I. nahm sie wohlwollend auf; sein Nachfolger Heinrich von Müllenark räumte ihnen 1232 das Recht ein, im ganzen Erzbistum Köln zu predigen und Ablässe zu verleihen. Der Chronist Caesarius von Heisterbach erwähnt in seiner Vita S. Engelberti, dass sich ein großer Teil der Kölner Priester gegen die Niederlassungen der neuen Bettelorden gewehrt und vor dem Bischof protestiert hätten; Bischof Engelbert habe ihnen entgegengehalten: „Quamdiu res in bono statu est, stare sinite.“ ‚Solange das gut geht, lasst sie bleiben.‘
1229 schenkte der Kölner Patrizier Gerhard Quatermar(k)t den Minoriten ein Grundstück zur Errichtung eines Oratoriums und einer einfachen, aber festen Unterkunft, und zwar im Kölner Süden im Pfarrbezirk von St. Severin vor dem Katharinengraben im „Sionstal“. Die Franziskaner waren offenbar seit ihrer Ankunft in Köln seelsorglich und in der Krankenpflege tätig.

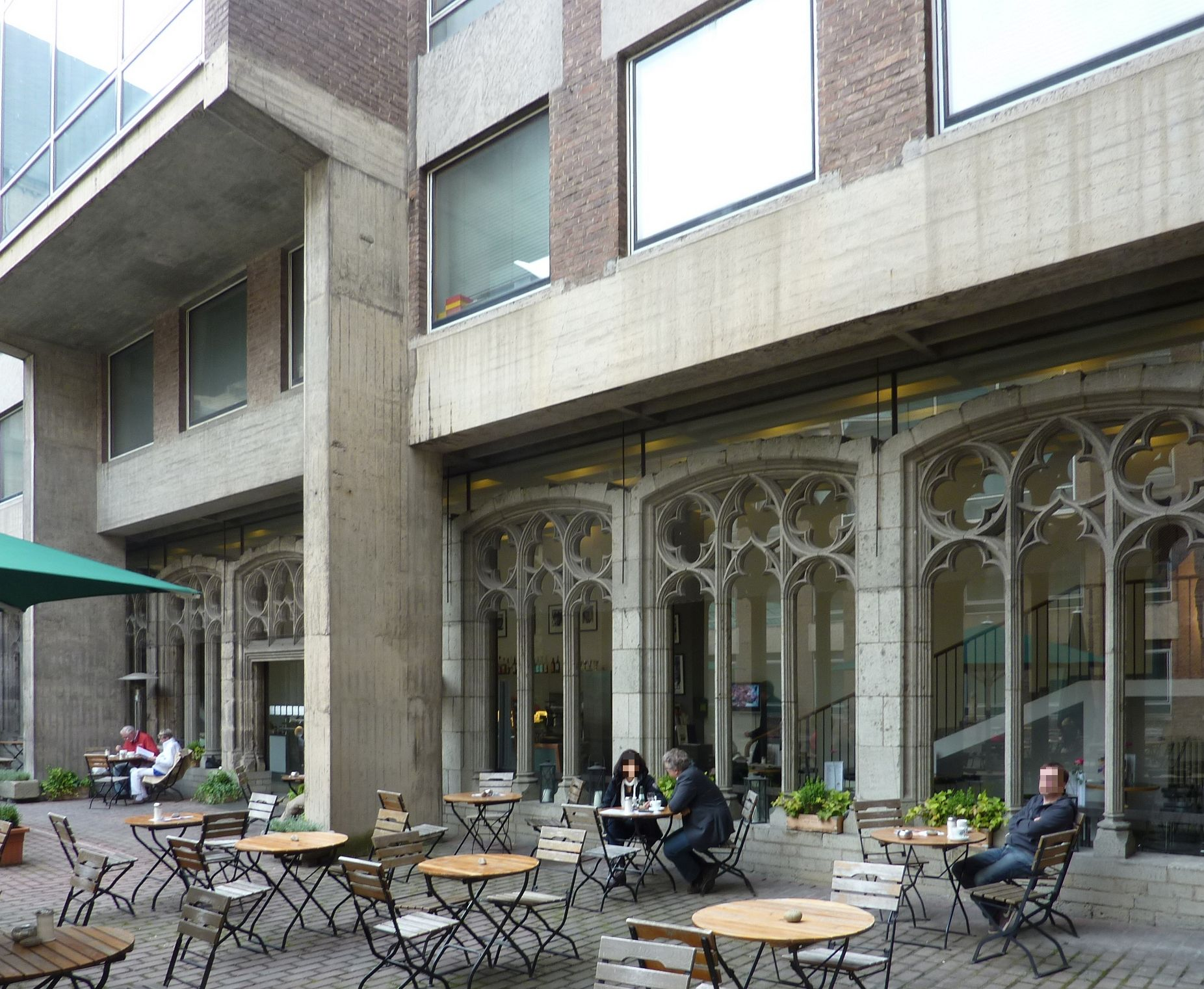
Rest des Kreuzgangs des Minoritenklosters

Der neue Orden breitete sich schnell in Deutschland aus und genoss bald große Popularität; zahlreiche junge Männer schlossen sich ihm an. Im Frühjahr 1228 fand in Köln bereits ein Provinzkapitel der deutschen Ordensprovinz Teutonia statt. Ab 1239 gehörte das Kloster nach zweimaliger Teilung der Provinz zur Niederdeutschen „Kölnischen“ Franziskanerprovinz (Colonia), in Abgrenzung zur Oberdeutschen Provincia Argentina (Straßburg). Köln wurde dauerhaft Sitz des Provinzialministers der Colonia und entwickelte sich zum Hauptkloster der Provinz.
Um möglichst viele Menschen zu erreichen, suchten die Brüder nach einer günstiger und zentraler gelegenen Unterkunft. 1244 erwarben sie mit Unterstützung von König Wilhelm von Holland ein Haus mit einem Grundstück An der Rechtschule in der dicht bevölkerten Pfarrei St. Kolumba in der Nähe des Kölner Domes. Der Lütticher Bischof Robert I. schenkte ihnen seinen Kölner Hof mit einem Obstgarten, sein Nachfolger Heinrich III. von Geldern im Jahr 1248 200 Mark zum Kauf eines weiteren Hauses. 1247 oder 1248 begannen die Brüder von ihrer Niederlassung im Sionsthal aus mit dem Bau der Klosterkirche und eines nördlich angebauten Klosters um einen Innenhof mit Kreuzgang. Die Kirche wurde 1260 durch Bischof Heinrich von Lützelburg, Franziskaner und Bischof von Kurland, auf den Titel zum Heiligen Kreuz geweiht. Auf Veranlassung von Erzbischof Engelbert II. von Falkenburg gingen 1274 einige Minoriten nach Bonn, wo sie an St. Remigius einen Konvent gründeten.

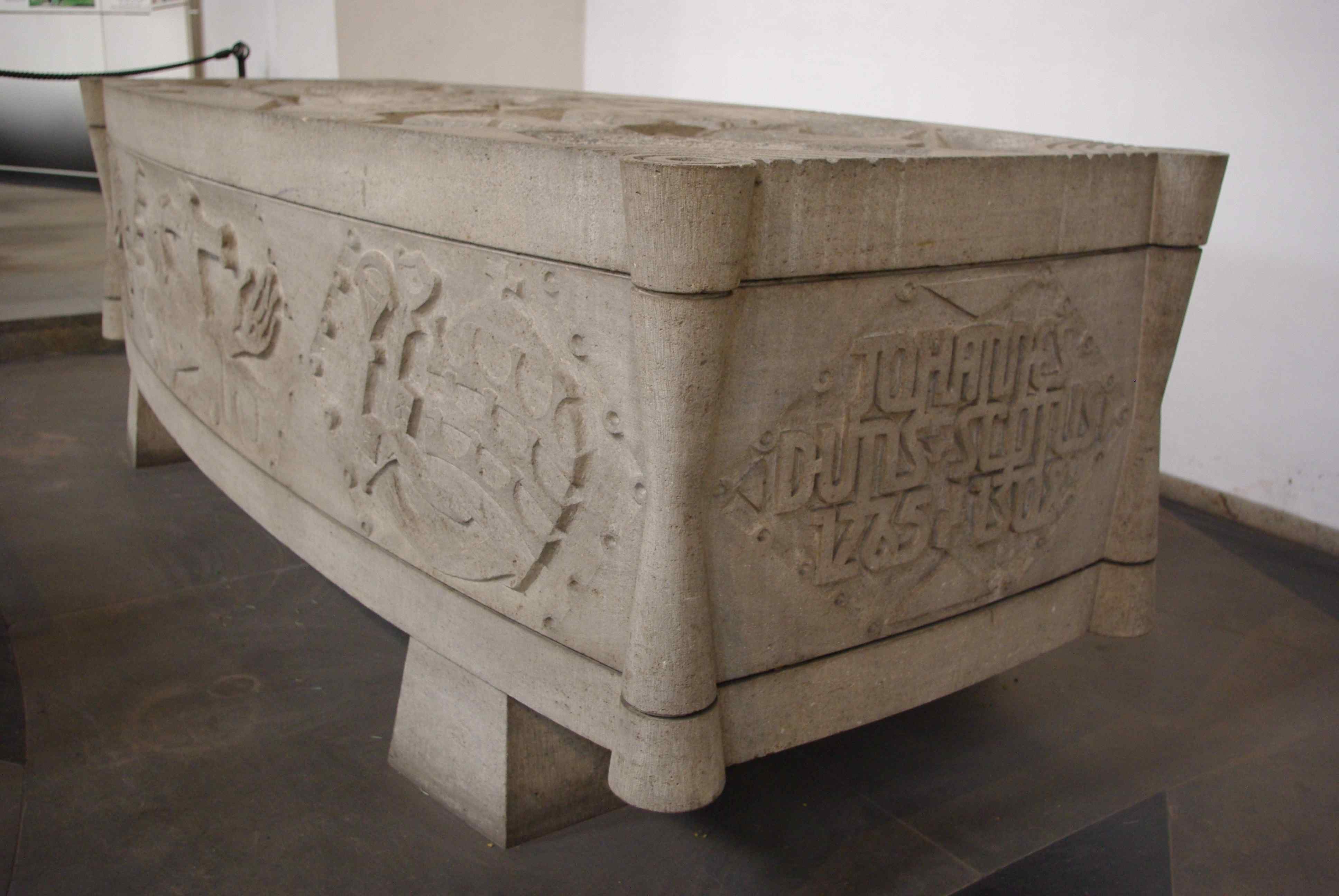
Grab des Johannes Duns Scotus

Um 1260 entstand beim Kölner Konvent ein ordenseigenes Generalstudium der Philosophie und Theologie auf universitärem Niveau für den Ordensnachwuchs der Franziskaner, an dem ab 1307 auch der Franziskanertheologe Johannes Duns Scotus lehrte, der in der Kirche begraben ist und 1991 seliggesprochen wurde. Die Studenten, im Durchschnitt 60 bis 80, kamen neben Deutschland aus Irland, der Schweiz, Holland, Belgien, Spanien, Frankreich und Italien. Mit der Gründung der Kölner Universität im Jahr 1388 ging das Generalstudium in dieser auf. In der Folge waren bis zur Aufhebung des Klosters etwa 40 Minoriten an der Universität tätig, meist als Professoren an der theologischen Fakultät. Das Kloster, im damaligen Universitätsviertel gelegen, wurde ein bevorzugter Ort für Tagungen der Universitätsgremien. Die Wahl des Rektors der Universität fand zeitweise regelmäßig am 9. Oktober im Refektorium des Klosters statt, und am Fest des heiligen Franz von Assisi (4. Oktober) pflegte ein Minorit eine Predigt für die Angehörigen der Universität zu halten. 1392 oder 1393 war Köln der Ort für ein Generalkapitel des gesamten Franziskanerordens.
Die Brüder genossen in Köln hohe Anerkennung, vor allem wegen ihrer Predigten, wegen ihrer Tätigkeit in der Krankenpflege und als Seelsorger am Leprosorium Melaten im Auftrag der Stadt. Sie feierten regelmäßig Gottesdienste in der Ratskapelle und mit den Bürgermeistern und dem Stadtrat, sie predigten an Sonn- und Feiertagen in verschiedenen Kölner Pfarr-, Stifts- und Klosterkirchen, so auch im Apostelstift. Zudem waren sie geistliche Begleiter einiger Beginen- und Nonnenklöster, an erster Stelle bei den Klarissen. Der Guardian des Minoritenklosters hatte die Aufsicht über verschiedene Wohnhäuser in Köln, in denen Bedürftige oder geistliche Gruppen lebten. Mehrere Bruderschaften begingen in der Minoritenkirche ihre Gedenktage (z. B. Antoniusbruderschaft, St.-Anna-Bruderschaft, Bruderschaft von der hl. Barbara), die Zunft der Müller, der Bäcker, der Zimmerleute und der Hutmacher feierten dort ihre Gottesdienste. Das Kloster erhielt mehrere Häuser geschenkt und verfügte über Zinserträge aus zahlreichen Stiftungen, Vermietungen, Zahlungen für die Gewährung von Ablässen sowie dem Sammeln von Almosen und Naturalien. Die Päpste Innozenz IV. und Alexander IV. gewährten den Förderern des Baus von Kirche und Kloster der Minoriten in Köln wiederholt Ablässe. Eine Bruderschaft von der Mutter Gottes ging wieder ein, wahrscheinlich nachdem die Dominikaner in Köln eine Rosenkranzbruderschaft gründeten.
Mit dem Pfarrklerus, besonders mit den Pfarrern von St. Kolumba, gab es von Anfang an Auseinandersetzungen, weil die Franziskaner nicht nur predigten, sondern auch die Beichte hörten und beerdigten und dadurch die Einkünfte der Diözesanpriester geringer ausfielen; auch wurden verstorbene Gemeindemitglieder gegen Vergütung in der Minoritenkirche beigesetzt. 1231 wies Papst Gregor IX. den Kölner Erzbischof Heinrich von Müllenark an, den Widerstand der Priester gegen die Ordensbrüder durch Kirchenstrafen zu brechen. 1340 beschwerte sich der Pfarrer von  St. Kolumba bei der Römische Kurie darüber, dass die Minoriten bei den Gemeindemitgliedern Werbung für ihre Seelsorge machten. Daraufhin wurde über die Brüder und das Kloster ein Interdikt verhängt, das 1344 aufgehoben wurde, nachdem die Ordensmänner dem Pfarrer Schadenersatz geleistet hatten. Neben den Franziskanern betrafen diese Anfeindungen auch Dominikaner, Augustiner und Karmeliten, und die Oberen dieser Orden schlossen mehrfach Bündnisse („Quatuor-Unum“), um sich gemeinsam gegen den Pfarrklerus zu behaupten, so 1352, 1487 und 1508.
Im 14. Jahrhundert sollen einschließlich der Studenten bis zu 300 Minoriten im Konvent gelebt haben, später im Durchschnitt 80. 1795 waren es 23 Priester und 12 Laienbrüder.

### Minoritenkloster nach der Teilung des Ordens
In der Folge des Armutsstreits im Franziskanerorden schlossen sich die Kölner Brüder nicht den Observanten und nicht den Spiritualen an. Nach  der Teilung des Ordens in die Observanten (heute Franziskaner genannt) und Konventualen, die Papst Leo X. 1517 verfügte, gehörten die Brüder im Kloster an der Minoritenkirche zu den Konventualen (heute  Minoriten genannt), die eine weniger strenge Lebensform verfolgen; Brüder, die das nicht mitvollziehen wollten, verließen das Kloster. Die Observanten versuchten ab 1581, ebenfalls in Köln ansässig zu werden, und bemühten sich vergeblich, das Kloster an der Minoritenkirche zu annektieren. Sie gründeten 1589 am Olivandenhof ein eigenes Kloster, den Conventus ad olivas; sie gehörten zum Reformzweig der Franziskaner-Rekollekten.
Im 16. Jahrhundert musste der Konvent wegen wirtschaftlicher Schwierigkeiten 1569 und 1590/91 einige Grundstücke verkaufen, 1619 wurden große Teile des Klosters durch einen Brand zerstört; das Gebäude wurde bald wieder aufgebaut, die Minoritenkirche zwischen 1621 und 1643 grundlegend umgestaltet. Im 17. Jahrhundert residierten die päpstlichen Nuntien zeitweise im Minoritenkloster. Im Kreuzgang wurde nach dem Umbau in jedem Jahr in der Osterzeit eine vierwöchige „Kunstmesse“ abgehalten, wo Maler – auch aus dem Ausland, z. B. aus Flandern – ihre Bilder zum Verkauf ausstellten; auch Kaufleute und Krämer boten ihre Waren an. Als im Dreißigjährigen Krieg die Schweden das rechte Rheinufer besetzt hatten und das Kölner Kloster deshalb weniger Einkünfte hatte, veranlasste die Provinzversammlung der Minoriten 1638 und 1639 besser gestellte Konvente, den Kölner Konvent durch bestimmte Naturalleistungen zu unterstützen. Im ersten Drittel des 18. Jahrhunderts konnten weitere Baumaßnahmen am Kloster erfolgen. Ab 1712 war im Kloster auch das Noviziat der Minoritenprovinz angesiedelt. Gefördert wurden die Minoriten von Adelsfamilien und Kölner Bürgerfamilien, mehrere Päpste gewährten dem Kloster Ablässe. Ab etwa 1620 hatte das Kloster den Rang eines conventus primae classis, dessen Guardiane nicht vom Provinzkapitel, sondern vom Generalkapitel des Ordens gewählt wurden, doch 1635 machte Papst Urban VIII. auf Bitten der Kölner Brüder diese Ausnahmestellung wieder rückgängig, denn in Köln befürchtete man, dass das Generalkapitel auch einen nichtdeutschen Guardian ernennen könnte.

### Aufhebung des Klosters 1802 und Museumsbauten

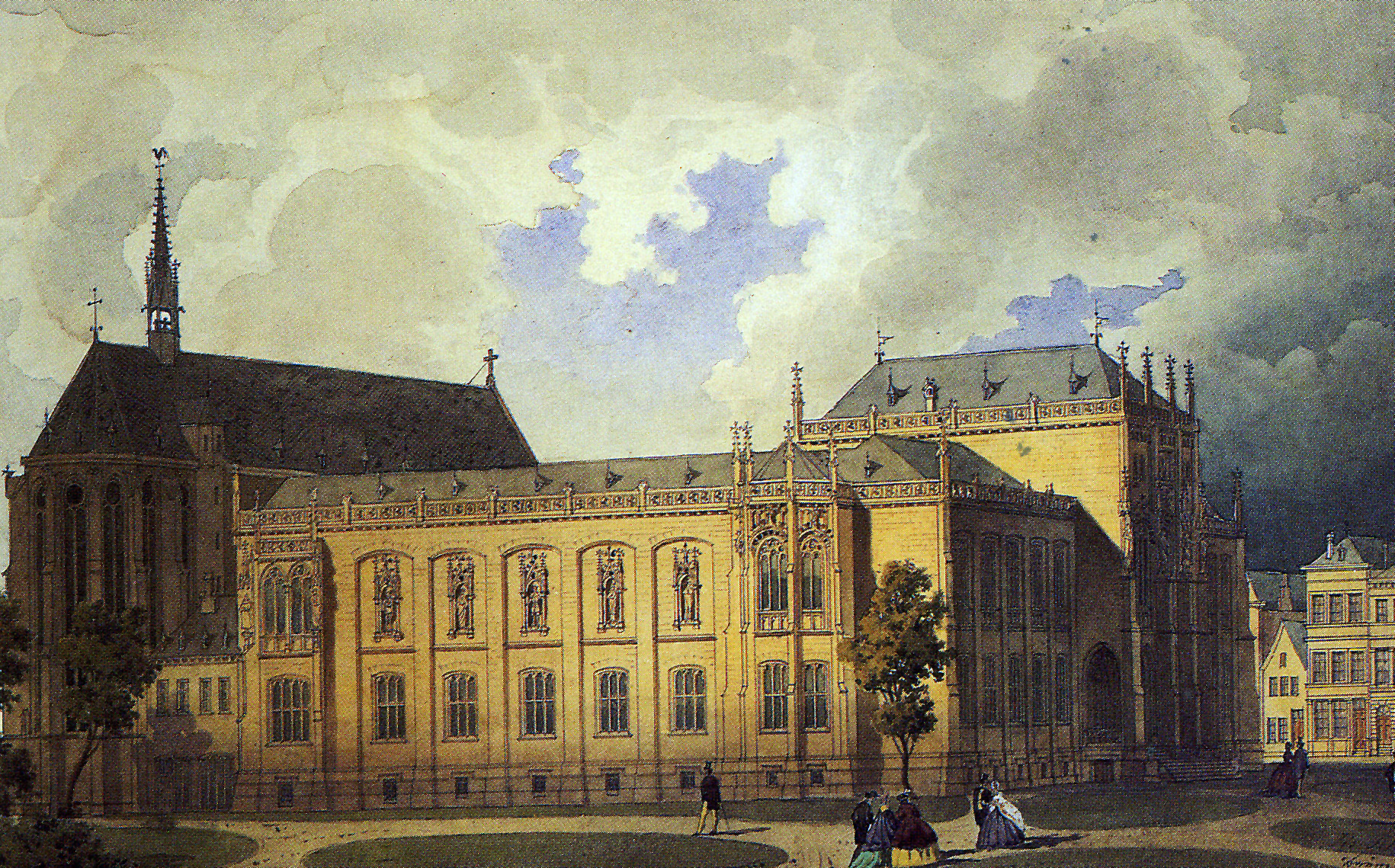
Das 1861 an der Stelle des Klosters erbaute Wallraf-Richartz-Museum (Aquarell des Architekten Josef Felten)

1802 wurde das Kloster infolge der Säkularisation aufgehoben, wie auch das der Franziskaner-Rekollekten. Bereits 1791 hatte der Kölner Kurfürst und Erzbischof Max Franz den Bettelorden verboten, Novizen, die jünger als 24 Jahre waren, zur Ordensprofess zuzulassen. Dies hatte faktisch bereits das Ende des Novziats in Köln bedeutet. Nach der Auflösung mussten die Minoriten das Kloster verlassen; sie wurden Diözesanpriester oder fanden Aufnahme in einem Zentral- oder Aussterbeklostern, etwa dem Minoritenkloster Ratingen, einige kehrten auch zu ihrer Familie zurück. Die Minoritenkirche samt der Klostergebäude wurde 1808 an die Stadt Köln verschenkt. Die Kirche wurde Anstalts- und Hospitalkirche, 1846 ging sie als Annexkirche des Kölner Doms in den Besitz des Domkapitels über. Die Klostergebäude wurde von der Armenverwaltung der Stadt Köln zur Unterbringung und Pflege bedürftiger Menschen genutzt; 1836 befand sich in dem nun heruntergekommenen Gebäude eine freiwillige Arbeitsanstalt, und 1855 wurde es wegen des schlechten Bauzustandes mit Ausnahme des Kreuzganges abgerissen.
Der Kaufmann Johann Heinrich Richartz (1795–1861) ließ auf dem Gelände des Klosters das neugotische Wallraf-Richartz-Museum errichten und stiftete 42.000 Taler für die Erneuerung der Kirche. Die Innenrenovierung der Kirche betrieb der 1862 als Kirchenrektor an der Minoritenkirche eingesetzte Adolph Kolping mit aufwändigen Spendensammlungen. Schon seit 1849 hatte der von Kolping neu gegründete Kölner Gesellenverein die Minoritenkirche als Vereinskirche genutzt, so dass jetzt durch die Personalunion des Generalpräses der Gesellenvereine und des Rektors der Minoritenkirche die zukünftige Verbindung grundgelegt war.
Das im Zweiten Weltkrieg zerstörte Wallraf-Richartz-Museum wurde von 1953 bis 1957 von den Architekten Rudolf Schwarz und Josef Bernard neu gebaut; dabei nahmen sie die Grundrisslinien und den zurückhaltenden Baustil des früheren Klosters auf. Das Maßwerk des Westflügels des ehemaligen Klosters ist erhalten und wurde in das Bauwerk integriert. Heute befindet sich in dem Gebäude das Museum für Angewandte Kunst.

## Die Klostergebäude

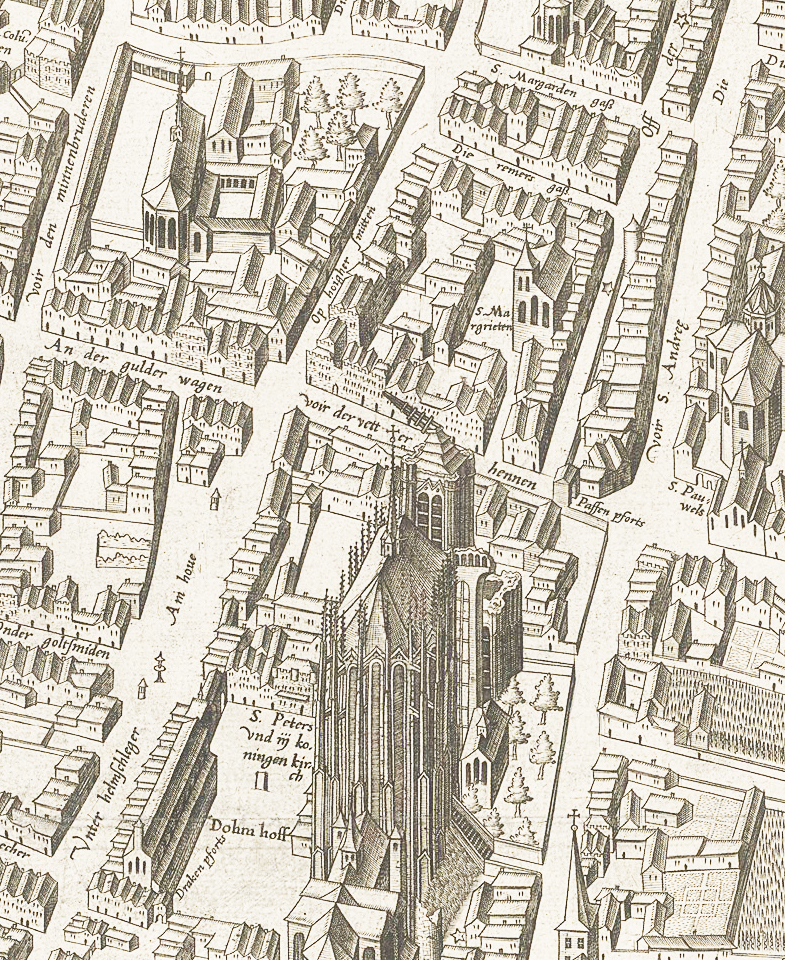
Mercator-Stadtplan von 1571: links oben die Minoritenkirche mit rechts (nördlich) anschließendem Kloster, im Vordergrund der Kölner Dom

Das Kloster lag an der Nordseite der Minoritenkirche, mit dieser direkt verbunden, in Richtung auf die Straße An der Rechtschule. Wohn- und Schlafräume der Konventsmitglieder einschließlich der Studenten waren in fünf Flügeln untergebracht; in einem von ihnen befand sich noch die Klosterzelle, in der Duns Scotus lebte und starb. Für die Studenten aus verschiedenen Herkunftsgebieten und Sprachgruppen existierten vier kleinere Speisesäle. Für die Zusammenkünfter der Bruderschaften waren fünf Säle vorgesehen, für das Studium Hörsäle, eine große Bibliothek und ein Archiv.
Nach dem Klosterbrand von 1619 wurden die Gebäudlichkeiten in mehreren Bauabschnitten erneuert; dabei wurde durch Beschluss der Minoritenprovinz von 1664 auf zahlreiche Anbauten verzichtet, die im Lauf der Jahre entstanden waren und dem Kloster ein ziemlich unregelmäßiges Aussehen gegeben hatten. Um einen rechteckigen Kreuzgang gruppierten sich jetzt die Konventsgebäude, um zwei größere Gärten und zwei kleinere Innenhöfe gab es weitere Gebäude. Im Süden war der Kreuzgang unmittelbar an die Kirche angebaut, an der Ostseite unmittelbar am Chor der Kirche lag die Sakristei. An diese wurde in den Jahren 1709 bis 1719 der erneuerte Ostflügel des Klosters angebaut, darin zunächst der Kapitelsaal, das große Sommerrefektorium, die Sommerküche, Gästezimmer und die Backstube; im Obergeschoss lag das Dormitorium. Rechtwinklig schloss sich der Nordflügel mit der Krankenabteilung des Klosters, weiteren Gästezimmern, Werkstätten, dem Archiv und Versammlungssälen für die kurfürstlichen Landstände an, die diese anmieten konnten. Im Ostflügel lagen weitere Werkstätten, die Klosterschule, die Kapelle der Gürtelbruderschaft von der Unbefleckten Empfängnis Mariens und ein Saal, wo Disputationen stattfinden konnten. Jenseits des Nordflügels standen um einen Hof mehrere Gebäude, in denen sich u. a. das Winterrefektorium und die Bibliothek befanden.

## Rückkehr der Minoriten nach Köln
In den 1950er-Jahren kehrten die Minoriten nach Köln zurück. 1954 erteilte Kardinal Josef Frings die Genehmigung zur Klostergründung. Sie erhielten an der Kolumbastraße zwischen der Minoritenkirche und der Kolumbakapelle ein neu erbautes Konventsgebäude, das am 29. August 1956 eingeweiht wurde. Die Brüder sind seelsorglich an der Minoritenkirche und der Kapelle „Madonna in den Trümmern“ („Maria in den Trümmern“) tätig, die an der Stelle der kriegszerstörten Pfarrkirche St. Kolumba erbaut wurde.
Für den Bau des 2007 eingeweihten Kunstmuseums des Erzbistums Köln wurde dieses Kloster abgerissen, und die Minoriten erhielten einen Neubau an der Tunisstraße.

## Bekannte Mitglieder des Konvents
- Johannes Duns Scotus (1265/66–1308), Philosoph und Theologe
- Johannes von Werden († 1437), Prediger
- Johann Schleeter († 1457), Weihbischof in Köln
- Heinrich von Werl (1400–1463), Provinzial von 1432 bis 1462, Theologe
- Heinrich (Arnold) von Unkel († 1482), Weihbischof in Köln
- Johann Spender († 1503), Weihbischof in Köln, Professor an der Universität Köln
- Johannes Welmecher († 1505), Weihbischof in Paderborn, Köln und Havelberg
- Antonius Broickwy (um 1470–1541), zeitweise Domprediger in Köln
- Johann Pennarius († 1563), Provinzial, ab 1557 Weihbischof in Köln
- Petrus Cratepoil († 1. August 1605), Theologe und Historiker[24]
- Johannes Pelcking (1573–1642), Provinzial von 1610 bis 1619, dann Weihbischof in Paderborn, Hildesheim und Münster